# Ладефогед, Миккель
Миккель Риис Ладефогед (норв. Mikkel Riis Ladefoged; Пустой шаблон {{ВД-Преамбула}} ) — датский футболист, нападающий шведского «Вестероса».

## Клубная карьера
Является воспитанником «Несбю». В марте 2022 года был переведён в основную команду клуба. Весной того же года проходил просмотр в «Сённерйюске», с которым в конце мая подписал двухлетний контракт. Впервые за новый клуб сыграл 30 июля в матче первого дивизиона против «Хиллерёда». 
30 августа 2023 года на правах аренды перешёл в «Нествед». Летом 2024 года был близок к переходу в норвежский «Тромсё», но трансфер в итоге не состоялся. 2 августа в матче с «Орхусом», дебютировал в чемпионате Дании, появившись на поле на 75-й минуте. В конце августа отправился в очередную аренду в «Эсбьерг». В январе 2025 года аренда была досрочно прекращена.
24 января 2025 года перешёл в шведский «Вестерос», заключив контракт, рассчитанный на четыре года. Из-за травмы ноги был вынужден пропустить начало сезона.

## Личная жизнь
Младший брат, Мальте, также профессиональный футболист.